# 태안 승언리 상여
태안승언리상여(泰安承彦里喪輿)는 대한민국 충청남도 태안군에 있는 조선시대 조선 후기 왕실에서 사용하던 상여로 보인다. 1990년 5월 24일 충청남도의 문화재자료 제315호로 지정되었다.

## 개요
조선 후기 왕실에서 사용하던 상여로 보인다. 상여란 보통 시신을 운반하는 것과 혼백을 운반하는 영여로 나눌 수 있는데, 이를 통칭하여 상여라고 부르기도 하지만 일반적으로 앞의 것을 의미한다.
승언리 상여의 길이는 2.2m, 폭 1m, 높이는 1.5m이고, 맨 윗부분의 틀에는 용머리를 그리거나 투각하였고, 4귀퉁이에는 봉황머리를 조각하여 그 모양이 화려하고 전체적인 모습은 섬세하고 고풍스럽다.
황태자를 가르치던 도승지 김병년(1855∼1927)이 황태자가 8세 때 세상을 떠나자, 안면도 주민들을 동원하여 국장을 치르게 하였다. 그것을 계기로 나라에서 상(償)으로 이 상여를 받아 지금껏 보관해 오고 있다.

## 참고 문헌
- 태안승언리상여 - 국가유산청 국가유산포털